# Ganzurino (osiedle przy stacji)
Ganzurino (ros. Ганзурино) – osiedle przy stacji w Rosji, w Buriacji, w rejonie iwołgińskim. W 2010 liczyło 149 mieszkańców.